# Tidal Forces (No Humans Allowed Pt II)
Tidal Forces (No Humans Allowed Pt II) è un album in studio del gruppo musicale Chrome, pubblicato il 1998.

## Tracce
1. No Humans Allowed Pt II (The Night) – 3:52
2. A Parallel Washing (Air & Water) – 4:18
3. The Ring Of Fire (Fire And Earth) – 8:13
4. Descent Into The Lower Worlds (Level 1, 2 & 3) – 3:57
5. Dragon Slayer – 2:00
6. The Ring Of Fire-Reprise-(A Higher Flame) – 5:32
7. Bring 'Em Back – 4:58
8. Mountain In The Middle – 2:58
9. Fudge Bunny (The Day) – 8:57
10. The Fate – 3:13

## Formazione
- Helios Creed - voce, chitarra, sintetizzatore, basso
- Tommy L. Sibourg - sintetizzatore, tastiera
- Nova Cain - chitarra
- Hillary Stench - basso
- John Stench - batteria, percussioni
- Paul Della Pelle - batteria